# Гаудино, Джанлука
Джанлу́ка Гауди́но (итал. Gianluca Gaudino; род. 11 ноября 1996 года, Ханау, Германия) — немецкий футболист, полузащитник клуба «Штрипфинг».

## Клубная карьера
Джанлука десять лет провёл в системе мюнхенской «Баварии». В сезоне 2014/15 главный тренер команды Хосеп Гвардиола перевел юного игрока в первую команду. 13 августа 2014 года он дебютировал за «Баварию» в суперкубковой игре против дортмундской «Боруссии». 22 августа 2014 года состоялся его дебют в чемпионате Германии, соперник — «Вольфсбург».
В январе 2016 года Гаудино был отдан в аренду в швейцарский клуб «Санкт-Галлен» до лета 2017 года.
4 июля 2017 года подписал контракт с итальянским клубом «Кьево».

## Личная жизнь
Джанлука — сын известного футболиста, участника чемпионата мира 1994 Маурицио Гаудино.

## Достижения
- Чемпион Германии: 2014/15
- Чемпион Швейцарии: 2019/20, 2020/21